# Ер Франс
Ер Франс (фр. Compagnie Nationale Air France) је француска авио-компанија са седиштем у Паризу, која од 2004. године послује у саставу Ер Франс-КЛМ групе. Лети на домаћим и међународним редовним путничким и карго линијама на 189 дестинација у 91. земљи на свим континентима, осим Аустралије.
Главне базе су му Аеродром Шарл де Гол и Аеродром Орли у Паризу, као и још пет база широм Француске.
Пре уједињења са холандским КЛМ-ом, Ер Франс је био национална авио-компанија Француске. У марту 2007. Ер Франс је запошљавао 102.422 радника.
Ер Франс лети дневно до Београда са аеродрома Шарл де Гол. У сарадњи са Јат ервејзом, Ер Франс лети до Београда укупно 14 пута недељно.

## Историја
Ер Франс је основан 7. октобра 1933. Авио-компанија је летела до многих дестинација у Европи и до француских колонија у северној Африци. Током Другог светског рата Ер Франс је био смештен у Казабланци у Мароку.
У почетку, европски летови су обављани авионима типа Даглас DC-3. 1. јула 1946. Ер Франс је успоставио директне летове између Париза и Њујорка, са техничким слетањем ради допуне горива у Шенону, у Ирској. Авион Даглас DC-4 је летео на поменутој рути нешто мање од 20 часова. Септембра 1947. године, Ер Франс је проширио своју мрежу дестинација источније од Њујорка до Фор де Франса, Буенос Ајреса и Шангаја.
Закључно са 1948. годином, Ер Франс је поседовао флоту од 130 авиона, једну од највећих флота тога времена.
Ер Франс је започео џет еру авио-саобраћаја 1960. године са авионима типа Каравела SE-210 и Боинг 707; који су за половину скратили време путовања и значајно унапредили комфор путника. Ер Франс је, касније, постао један од првих авио-превозника који је увео у флоту авионе типа Боинг 747 и, у исто време, један од авио-превозника са највећим бројем авиона тог типа у флоти.
21. јануара 1976. године, Ер Франс је обавио први лет суперсоничним авионом Конкорд, регистарских ознака F-BVFA, на релацији Париз Шарл де Гол - Рио де Жанеиро, (преко Дакара). Летови до Њујорка (ЏФК) – једини летови Конкорда који су трајали од почетка до краја његове комерцијалне употребе – започели су 22. новембра 1977. Лет је трајао 3 сата и 23 минута, двоструко брже од брзине звука. Ер Франс је био један од укупно две авио-компаније, поред Бритиш ервејза, које је имао у флоти овај суперсонични авион и обављао редован дневни путнички саобраћај, до његовог повлачења из комерцијалне употребе крајем маја 2003.
1987. Ер Франс је, заједно са, Луфтханзом, Иберијом and САС групом основао Амадеус, ИТ компанију (познатију као ГДС) која је туристичким агентима омогућила продају карата свих авио-превозника преко јединственог система.
Ер Франс је био прва авио-компанија која је увела у комерцијалну употребу ускотрупне авионе типа Ербас 320, а прва летелица му је испоручена у марту 1988. године.
30. септембра 2003, Ер Франс и холандски КЛМ објављују намеру о спајању две авио-компаније, чије ће ново име гласити Ер Франс-КЛМ. Спајање је постало званично 5. маја 2004. У том тренутку, власници аксија Ер Франса су поседовали 81% те нове компаније (44% у власништву Француске државе, а 37% у рукама приватних акционара), док се остатак акција налазио у власништву акционара бившег КЛМ-а. Иако у власништву сада јединствене компаније, Ер Франс и КЛМ су наставили да лете под сопственим брендовима.
13. јануара 2009, Ер Франс постаје власник 25% акција тек приватизоване Алиталије.
12. јануара 2012, Ер Франс-КЛМ објављују трогодишњи план трансформације, назван Трансформација 2015, чији је циљ смањење трошкова и претварање у „светског играча“ број 1 до 2015. године. Ер Франс, тренутно, годишње губи 700 милиона евра.
| Година | Број путника у милионима | Промена у % |      |      |   |
| ------ | ------------------------ | ----------- | ---- | ---- | - |
| Година | Број путника у милионима | Промена у % | 2005 | 70.0 | — |
| 2006   | 73.5                     | 5           |      |      |   |
| 2007   | 74.8                     | 2           |      |      |   |
| 2008   | 73.8                     | 1           |      |      |   |
| 2009   | 71.4                     | 3           |      |      |   |
| 2010   | 70.75                    | 1           |      |      |   |
| 2011   | 75.78                    | 7           |      |      |   |

## Дестинације
Видите: Редовне линије Ер Франс

### Код шер уговори
Изузимајући своје филијале и зависне компаније, као и партнере из СкајТим алијансе, Ер Франс има код шер уговоре са следећим авио-компанијама, по подацима из априла 2012. године:
| - Aљаска ерлајнс - Ер Берлин (»Oneworld«) - Еркалин - Ер Маурицијус - Ер Сејшели - Ер Тахити | - Остријан ерлајнс (Стар алајанс) - Бабу - Бангкок ервејз - Булгарија ер - Итихад ервејз - Финер (»Oneworld«) | - Флајби - Хорајзон ер - ГОЛ - Јапан ерлајнс (»Oneworld«) - Јат ервејз - Луксер | - Росија - Ројал Ер Мароко - Украјина интернашонал ерлајнс - Чајна истерн ерлајнс - ЦЦМ ерлајнс - Вестџет |

## Флота
По подацима из марта 2016. године, флота авио-компаније Ер Франс састоји се од следећих авиона:
| Тип авиона      | У флоти | Наручено | Број седишта по класама | Број седишта по класама | Број седишта по класама | Број седишта по класама | Број седишта по класама | Напомена                          |
| Тип авиона      | У флоти | Наручено | F                       | C                       | Y+                      | Y                       | Укупно                  | Напомена                          |
| --------------- | ------- | -------- | ----------------------- | ----------------------- | ----------------------- | ----------------------- | ----------------------- | --------------------------------- |
| Ербас A318      | 18      | —        | —                       | разл.                   | —                       | разл.                   | 131                     | Највећи оператер овог типа авиона |
| Ербас A319      | 40      | —        | —                       | разл.                   | —                       | разл.                   | 144                     |                                   |
| Ербас A320      | 46      | 6        | —                       | разл.                   | —                       | разл.                   | 180                     |                                   |
| Ербас A321      | 23      | —        | —                       | разл.                   | —                       | разл.                   | 212                     |                                   |
| Ербас A330-200  | 15      | —        | —                       | 40                      | 21                      | 147                     | 208                     |                                   |
| Ербас A350-900  | —       | 28       | —                       | —                       | —                       | —                       | —                       |                                   |
| Ербас A340-300  | 13      | —        | —                       | 30                      | 21                      | 224                     | 275                     |                                   |
| Ербас A380      | 10      |          | 9                       | 80                      | 38                      | 389                     | 516                     |                                   |
| Боинг 777-200ЕР | 25      | —        | 4                       | 49                      | 24                      | 170                     | 247                     |                                   |
| Боинг 777-200ЕР | 25      | —        | —                       | 35                      | 24                      | 250                     | 309                     |                                   |
| Боинг 777-300ЕР | 40      |          | 8                       | 67                      | 28                      | 197                     | 300                     |                                   |
| Боинг 777-300ЕР | 40      | —        | 14                      | 36                      | 422                     | 472                     |                         |                                   |
| Боинг 777-300ЕР | 40      | —        | 42                      | 24                      | 317                     | 383                     |                         |                                   |
| Боинг 787-9     | —       | 14       | —                       | —                       | —                       | —                       | —                       |                                   |
| Карго флота     |         |          |                         |                         |                         |                         |                         |                                   |
| Боинг 777-200Ф  | 2       | —        | -                       | -                       | -                       | -                       | -                       |                                   |
| Укупно          | 232     | 40       |                         |                         |                         |                         |                         |                                   |

Просечна старост флоте Ер Франс-а износи 9,1 годину (по подацима из јануара 2011, без карго флоте).

### Наруџбине
- 23. септембра 2011. Ер Франс је објавио наруџбину 50 авиона типа Ербас 350 и Боинг 787, са опцијом наруџбине додатних 60. Први Боинг 787 Дримлајнер ће се придружити флоти 2016. године, док би први Ербас 350 требало да стигне током 2018. године.
- 24. маја 2007. Ер Франс је објавио да планира повлачење из флоте авиона Боинг 747-400 до 2013,[11] истовремено наручујући додатних 13 летелица Боинг 777-300ЕР и 5 Боинга 777Ф, чиме ће увећати флоту за додатних 33 Боинга 777-300ЕР, 10 Боинга 777Ф и 12 Ербаса 380.[12]
- 23. маја 2005. Ер Франс је наручио 5 модела Боинга 777Ф (са опцијом наруџбине додатна 3), што га је чинило првим корисником тога типа карго авиона. Прве две летелице су испоручене у фебруару 2009. године.[13]

### Ербас 380
Ер Франс је прва авио-компанија у свету која је наручила авионе типа Ербас 380-800 „суперџамбо“ током 2001. године, наручивши 12 авиона, са опцијом наруџбине још додатна два.
Ер Франс је, такође, прва европска авио-компанија која је обавила комерцијални лет овим типом авиона. 
Први авион им је испоручен 30. октобра 2009. године, а први лет је обављен на релацији Париз-Њујорк 23. новембра 2009.
Ер Франс лети авионима типа Ербас 380 до следећих дестинација:
- Јоханезбург
- Мајами
- Лос Анђелес
- Њујорк-ЏФК
- Токио-Нарита
- Вашингтон
- Сингапур[16]

Сви летови Ер Франс-а, авионима типа Ербас 380, полећу са терминала 2Е или сателит терминала 3 аеродрома Шарл де Гол.

## Услуга

### Кабинске класе
Ер Франс нуди четири примарне класе на својим, углавном дуголинијским, рутама, и то: Ла Премијер (Прва), Бизнис, Премијум Војаџер (Премијум економска) и Војаџер (Економска). На кратколинијским и средњолинијским рутама у Европи, конфигурација седишта је таква да се у предњем делу авиона налази Премијум Војаџер (Премијум економска) класа, а Војаџер (Економска) класа се налази иза ње.
Ла Премијер (Прва) класа је доступна само на интерконтиненталним линијама Ер Франса, и то на свим авионима типа Ербас A380 и на авионима типа Боинг 777-300ЕР и Боинг 777-200ЕР, а који имају конфигурацију са све четири класе.
Бизнис класа је, такође, доступна само у дуголинијском саобраћају, али на већем броју типова авиона, укључујући ту и Ербас A330-200, Ербас A340-300 и Боинг 747-400 који не поседују прву класу, као и на типовима авиона Ербас A380, Боинг 777-300ЕР и Боинг 777-200ЕР.

### Кетеринг током лета
На кратколинијским летовима се служе снек и безалкохолна пића, а у средњолинијском саобраћају у понуди су предјело, хладно главно јело и дезерт, уз алкохолна и безалкохолна пића.
У интерконтиненталном саобраћају постоји могућност избора између два топла главна јела, поред предјела и дезерта, а такође се служе укупно два оброка, у зависности од дужине лета и времена дана. Доступан је широк избор алкохолних и безалкохолних пића, као и шампањац.

### Забава током лета
Ер Франс нуди својим путницима Аудио Видео на захтев (скраћено: АВОД) у свим класама авиона типа Ербас 330, 340, 380 и Боинг 777. АВОД систем обухвата велики избор видео, аудио и музичких садржаја и игрица. Путници у првој и бизнис класи имају могућност одабира почетка и краја програма, као и премотавања садржаја. 
На свим летовима, филмове је могуће пратити на енглеском, шпанском или француском језику, а одабране филмове и на кинеском, јапанском и корејском језику. Ер Франс, такође, нуди и могућност кратког курса учења језика, у сарадњи са Берлиц Институтом.

### Салони
Салони Ер Франс-а су доступни свим путницима прве и бизнис класе, као и путницима премијум економске класе (само у Паризу и Амстердаму), а такође и власницима картица клуба лојалних путника (Flying Blue Gold, Flying Blue Platinum, SkyTeam Elite Plus).

### Клуб лојалних путника
Flying Blue је назив клуба лојалних путника Ер Франс-а и КЛМ-а, који нуди могућност прикупљања поена на основу броја прелетених миља и у зависности од класе путовања. Чланство је бесплатно, а програм је подељен у статусе, и то: стандардни, елитни и елитни плус.